# The Fatal Hour (film 1908)
The Fatal Hour è un cortometraggio diretto e sceneggiato da David W. Griffith. Griffith, qui al suo undicesimo film da regista, appare anche come attore nel ruolo di un poliziotto insieme a Mack Sennett.
Il film segna il debutto di attrice di Jeanie Macpherson che diventerà in seguito una delle più conosciute sceneggiatrici cinematografiche.

## Trama
Pong Lee è a capo di una banda cinese specializzata nella tratta delle bianche. Il suo braccio destro è il giovane Hendricks, al quale Pong chiede di procurargli cinque nuove ragazze. Hendricks, un bel giovanotto, non ha nessuna difficoltà ad avvicinare le donne e, recatosi in campagna, si guadagna la fiducia di alcune ragazze. Una di queste, però, mentre viene rapita, riesce a lanciare un urlo lancinante che mette in allarme la gente della zona e la polizia, che controllava il posto. Una dei detective è una donna che riesce a mettersi sulle tracce dei banditi. Viene però catturata dalla gang e legata ad un palo, nei pressi di un orologio collegato ad una pistola tramite cordicella. Quando scoccherà l'ora fatale, le dodici, la pistola sparerà. Ma, dopo la cattura di uno dei membri della banda, la polizia accorre per salvare la donna che non subirà alcun danno.

## Produzione
Girato a Fort Lee, nel New Jersey e negli studios della Biograph a New York il 21 e 27 luglio, il film venne prodotto dall'American Mutoscope and Biograph Company.

## Distribuzione
Il copyright del film, richiesto dall'American Mutoscope and Biograph Co. - la compagnia che distribuì nelle sale la pellicola il 18 agosto - fu registrato l'8 agosto 1908 con il numero H114372.
Non si conoscono copie ancora esistenti della pellicola che viene considerata presumibilmente perduta
.